# Place André-Breton
La place André-Breton est une place du 9e arrondissement de Paris, en France.

## Situation et accès
La place André-Breton est une voie publique située dans le 9e arrondissement de Paris. Elle est située à l'angle des rues de Douai et Pierre-Fontaine.

## Origine du nom

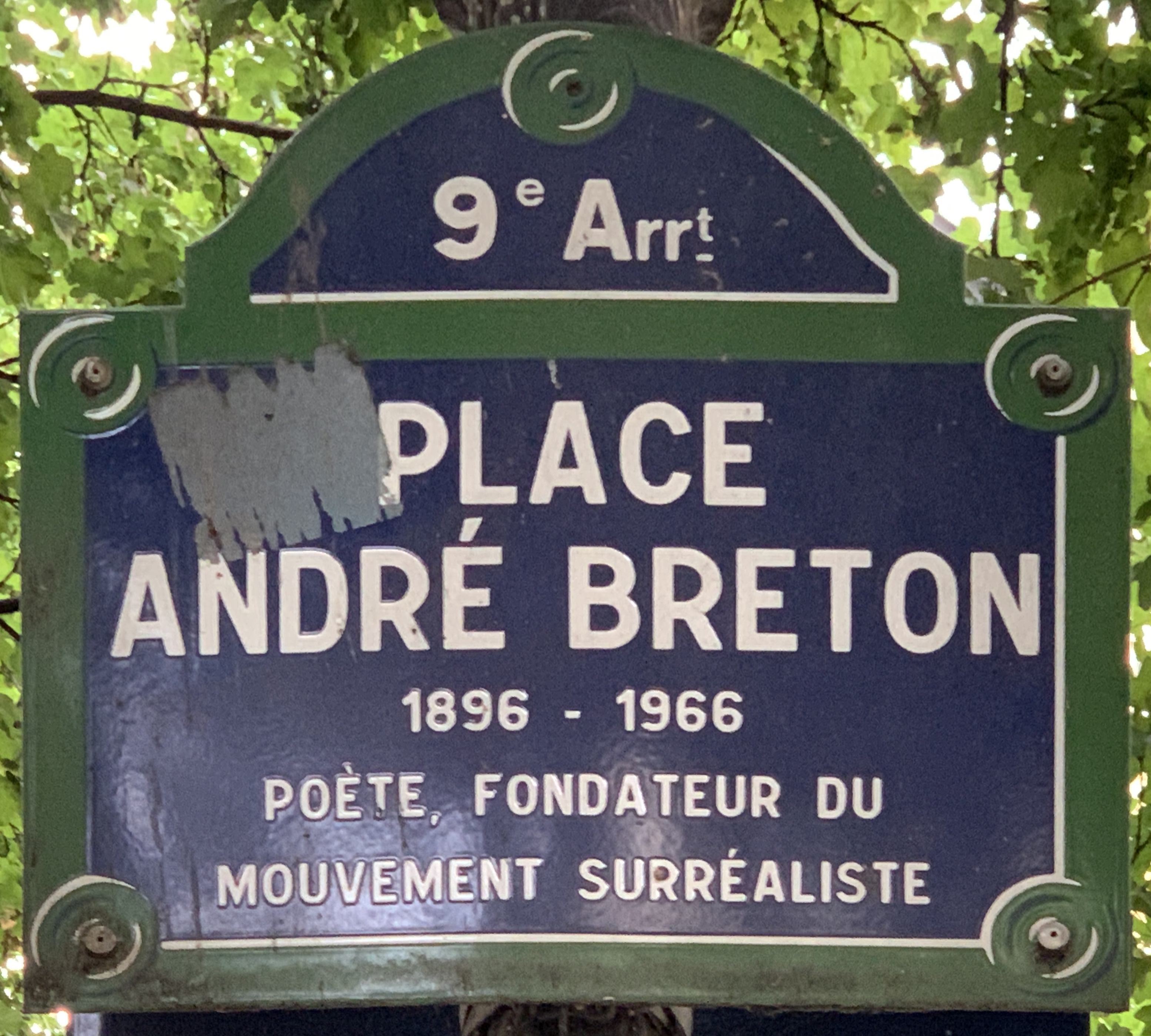
Plaque de la place.

Elle porte le nom d'André Breton (1896-1966), écrivain, poète, essayiste et théoricien du surréalisme.

## Historique
La place a été créée par arrêté municipal en date du 20 mai 2005 et inaugurée en 2009.